# Hard 'n' Heavy
| Recensione | Giudizio |
| ---------- | -------- |
| AllMusic   | [ 1 ]    |

Hard 'n' Heavy è il primo album del gruppo canadese Anvil, pubblicato il 25 maggio 1981.

## Tracce
1. School Love – 3:18 (Steve Kudlow, Robb Reiner)
2. AC/DC – 4:45 (Steve Kudlow)
3. At the Apartment – 5:24 (Steve Kudlow, Robb Reiner)
4. I Want You Both (With Me) – 3:23 (Dave Allison)
5. Bedroom Game – 4:00 (Steve Kudlow, Robb Reiner)
6. Oooh Baby – 2:58 (Steve Kudlow, Robb Reiner)
7. Paint It, Black (The Rolling Stones cover) – 3:55 (Mick Jagger, Keith Richards)
8. Oh Jane – 4:57 (Dave Allison, Steve Kudlow, Robb Reiner)
9. Hot Child – 4:14 (Dave Allison, Steve Kudlow)
10. Bondage – 4:31 (Steve Kudlow)

## Formazione
- Steve "Lips" Kudlow – voce, chitarra elettrica
- Dave Allison – chitarra elettrica, voce su I Want You Both (With Me) e Oh Jane
- Ian Dickson – basso
- Robb Reiner – batteria

### Altri musicisti
- Bess Ross – voce